# UDP-2-acetamido-2-dezoksi-ribo-heksuluronat aminotransferaza
UDP-2-acetamido-2-dezoksi-ribo-heksuluronat aminotransferaza (EC 2.6.1.98, WbpE, WlbC) je enzim sa sistematskim imenom UDP-2-acetamido-3-amino-2,3-didezoksi-alfa--glukuronat:2-oksoglutarat aminotransferaza. Ovaj enzim katalizuje sledeću hemijsku reakciju
UDP-2-acetamido-3-amino-2,3-didezoksi-alfa--glukuronat + 2-oksoglutarat {\displaystyle \rightleftharpoons } UDP-2-acetamido-2-dezoksi-alfa-D-ribo-heks-3-uluronat + L-glutamat
Ovaj enzim je piridoksal 5'-fosfatni protein. On učestvujeu u biosintezi UDP-alfa-D-ManNAc3NAcA (UDP-2,3-diacetamido-2,3-didezoksi-alfa-D-manuronske kiseline).

## Literatura
- Nicholas C. Price; Lewis Stevens (1999). Fundamentals of Enzymology: The Cell and Molecular Biology of Catalytic Proteins (Third изд.). USA: Oxford University Press. ISBN 019850229X.
- Eric J. Toone (2006). Advances in Enzymology and Related Areas of Molecular Biology, Protein Evolution (Volume 75 изд.). Wiley-Interscience. ISBN 0471205036.
- Branden C; Tooze J. Introduction to Protein Structure. New York, NY: Garland Publishing. ISBN 0-8153-2305-0.
- Irwin H. Segel. Enzyme Kinetics: Behavior and Analysis of Rapid Equilibrium and Steady-State Enzyme Systems (Book 44 изд.). Wiley Classics Library. ISBN 0471303097.

## Spoljašnje veze
- UDP-2-acetamido-2-deoxy-ribo-hexuluronate+aminotransferase на 